# Gut Rothneusiedl

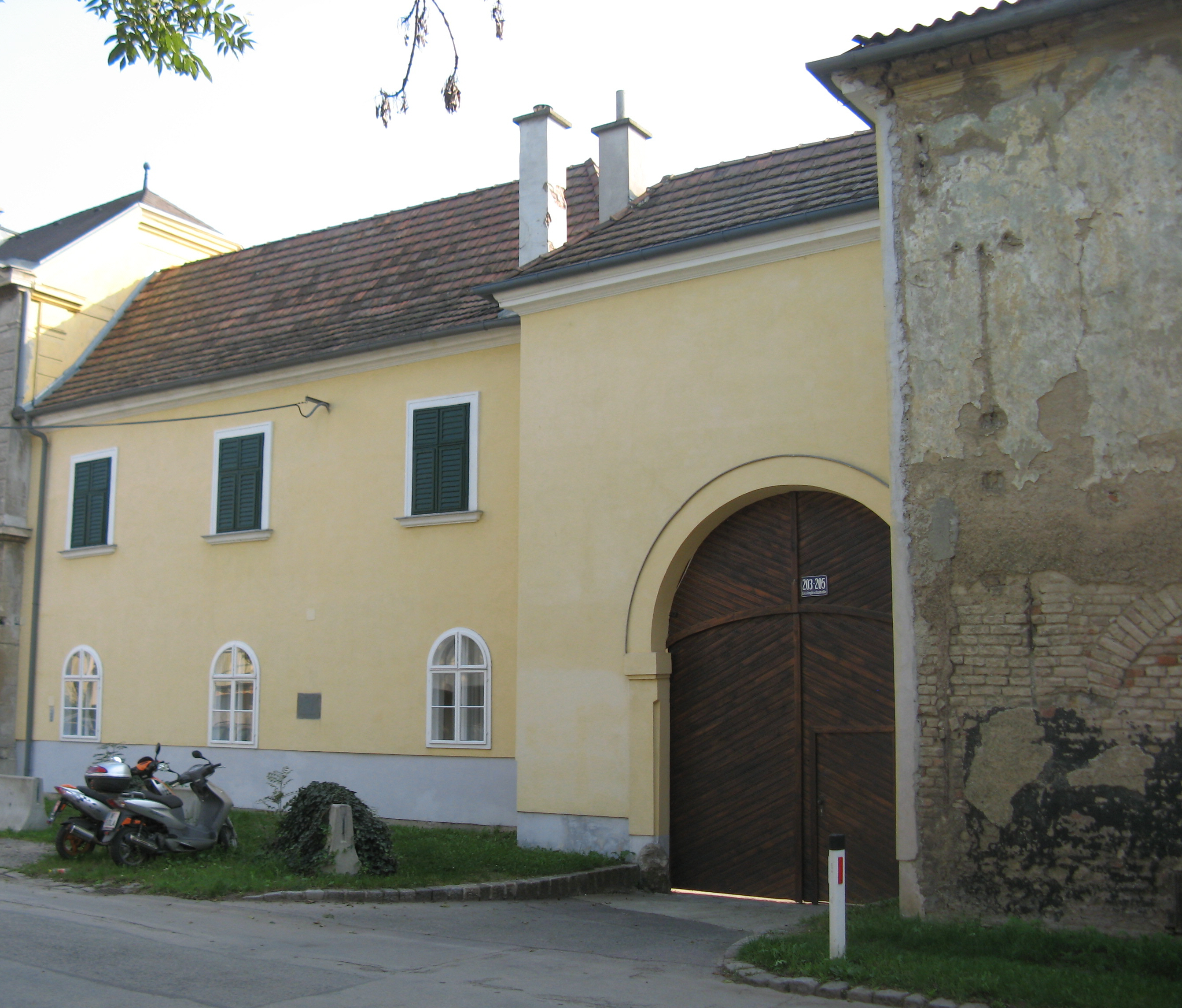
Gut Rothneusiedl

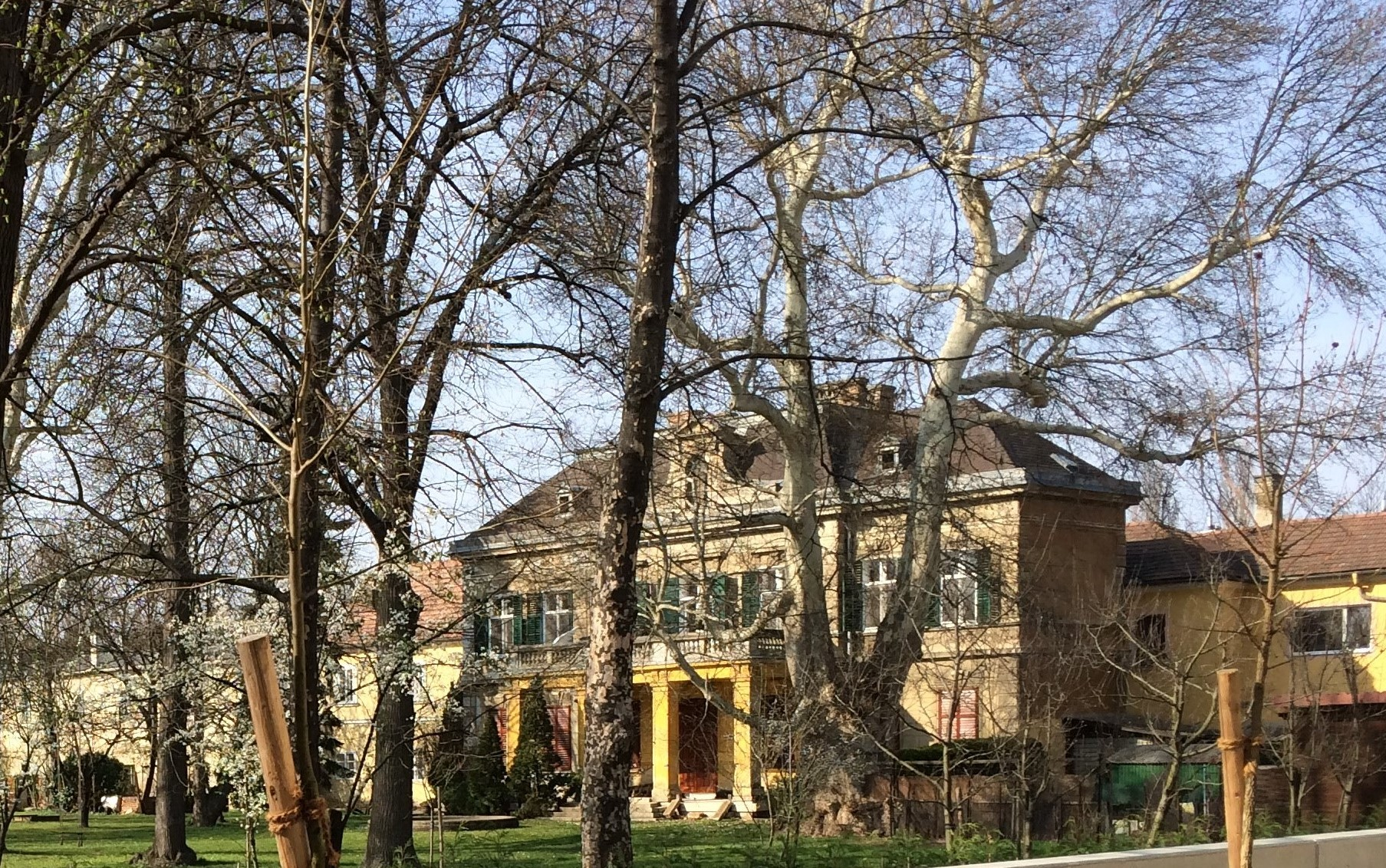
Gut Rothneusiedl und Park

Das Gut Rothneusiedl (auch Schloss Rothneusiedl) war Sitz der  Ortsherrschaft in Rothneusiedl am südlichen Stadtrand von Wien. Das Gut steht als Baudenkmal unter Denkmalschutz (Listeneintrag).

## Geschichte
1528 erwarb es Max Beck von Leopoldsdorf käuflich von den Kreuzern und vereinigte es mit seiner Herrschaft in Leopoldsdorf. 1604 verkaufte es Joachim Beck an Max Breuner von Stübing. Nach diesem erscheint Julius Antonius Grappler von Trappenburg als Besitzer, der es 1662 an den kaiserlichen Reichshofagenten Johann Groß weitergab. Nach dessen Tod wurde es mit Zustimmung seiner Witwe dem Starhembergischen Gute Konradswörth zugeschrieben, und zwar 1673, nachdem Graf Konrad Balthasar von Starhemberg sich mit der Witwe verglichen hatte. 1689 wurde ein Neubau mit einer breiten Durchfahrt in den 10.000 m² großen Park errichtet.
Oberhalb des Tores existierte eine Kapelle der heiligen Maria Magdalena, in der jährlich dieses Fest feierlich begangen wurde und in welcher der Pfarrer von Oberlaa wöchentlich zwei Messen zu besorgen hatte. Die wenigen Paramente und das Kreuz wurden mit der Genehmigung des Fürsten an die Kirche in Oberlaa abgegeben.
In der Folge blieb das Gut Rothneusiedl im Besitz des Hauses Starhemberg bis zum Jahr 1817, in dem Michael Fink als Besitzer auftritt. 1820 kam die Herrschaft an Franz Freiherr von Hagenmüller, der sie noch im selben Jahre an Josef Ritter von Vallemare weitergab. Nach dessen Sohn Josef ging die Herrschaft 1845 an den Grafen Bernhard von Rechberg über. Am 13. Oktober 1848 unterzeichnete Josef Freiherr von Jellacic hier seinen antirevolutionären „Aufruf an die Österreicher“.
1870 werden Jakob Kunwald, Moriz Hirschl, ein Holzgroßhändler, und Josef Jeanné als Besitzer angeführt. Seit 1872 war Moriz Hirschl und seit 1885 Robert Herzfelder alleiniger Besitzer, abgesehen von den Jahren 1873 und 1874, in welchen die Laaerberger und Rothneusiedler Ziegelfabrik als Besitzer genannt wird. Im Jahr 1908 wurde östlich des Schlosses ein prachtvolles Herrenhaus errichtet, dessen Architekt Ludwig Schöne war, ein vielseitiger Vertreter des Historismus, der in Leipzig und Hannover studierte, ab 1871 in Wien tätig war und während der Ringstraßenära einer der produktivsten Architekten der Stadt war, bekannt für seine zahlreichen Wohnbauten, Kirchen und Synagogen in der Donaumonarchie. Danach ging das Gut Rothneusiedl an die Familie von Robert Herzfelder. Heute ist das gesamte Anwesen im Eigentum einer Wiener Privatstiftung.